# Centromerus obenbergeri
Centromerus obenbergeri là một loài nhện trong họ Linyphiidae.
Loài này thuộc chi Centromerus. Centromerus obenbergeri được Josef Kratochvíl & František Miller miêu tả năm 1938.